# Rhabdomastix atrata
Rhabdomastix atrata är en tvåvingeart som beskrevs av Alexander 1925. Rhabdomastix atrata ingår i släktet Rhabdomastix och familjen småharkrankar. Inga underarter finns listade i Catalogue of Life.